# Oliván (La Rioja)
Oliván es una localidad  en el valle del río Jubera perteneciente al municipio de Robres del Castillo, La Rioja (España).
Un puente de madera y ramas de estepa cubiertas de tierra servía para cruzar el breve río y encontrar en la otra orilla la senda que por la empinada ladera del barranco lleva al despoblado.
Del puente se dice:

Por el puente de Oliván

nadie viene nadie va.

Por el puente Oliván

solo pasa el Alemán.

Valle arriba quedan los despoblados Ribalmaguillo, La Santa y La Monjía en las laderas del Monte Atalaya de las que manan las fuentes que dan inicio al río.

## Patrimonio
- Iglesia de San Sebastián. Totalmente en ruinas.
- Ermita de Nuestra Señora del Rosario.

Oliván
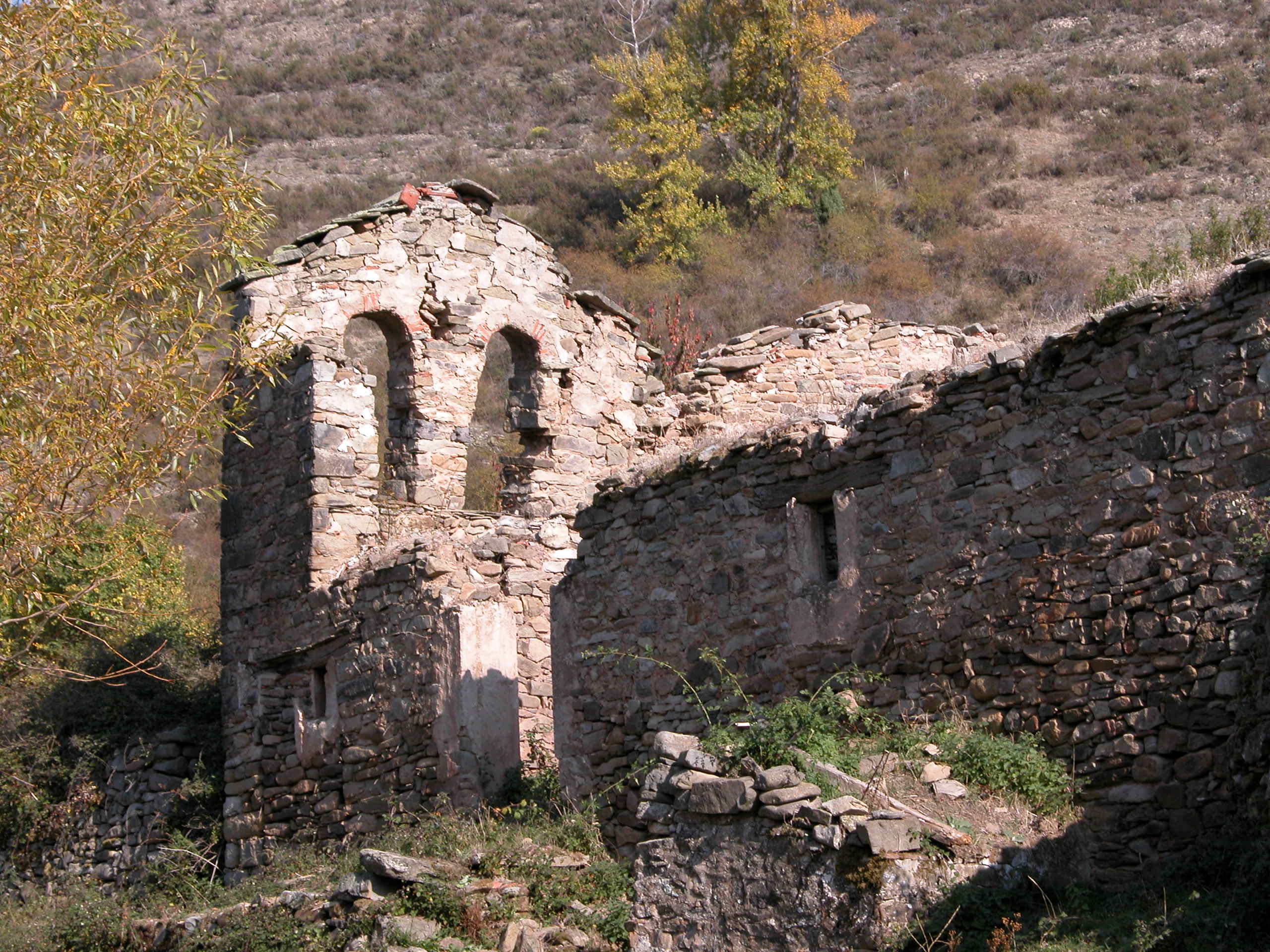
Ruinas de la iglesia de San Sebastián.
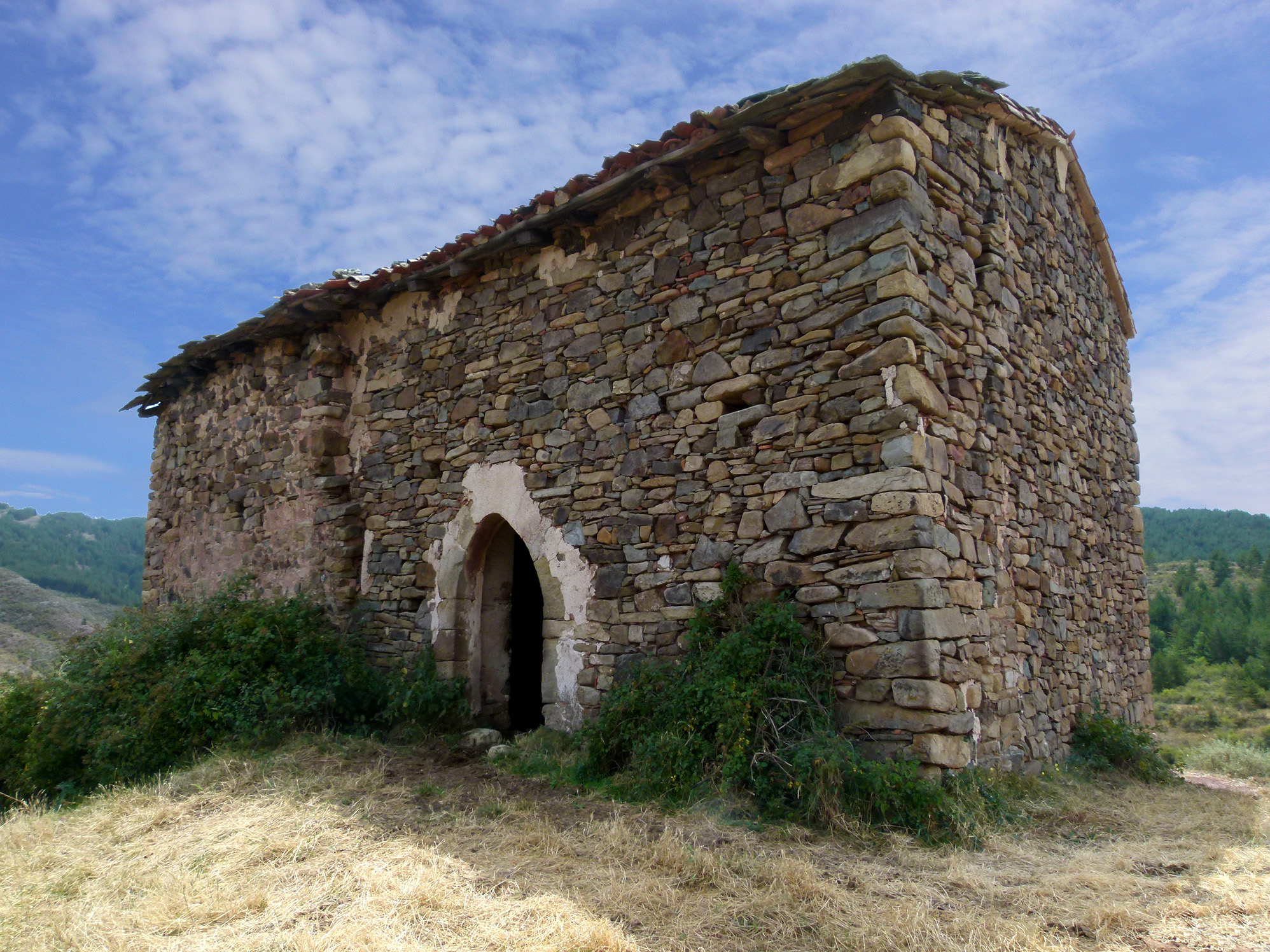
Ermita de Nuestra Señora del Rosario.